# Lavras da Mangabeira (gemeente)
Lavras da Mangabeira is een gemeente in de Braziliaanse deelstaat Ceará. De gemeente telt 30.524 inwoners (schatting 2009).